# 1958年海地軍事政變
1958年海地軍事政變，發生在1958年7月28日至29日，前軍官阿歷克斯·帕斯奎特與兩位同僚和五個美國士兵企圖推翻總統弗朗索瓦·杜瓦利埃。但因未能得到支持，八名叛亂分子都被忠於杜瓦利埃的軍隊殺死。 
這次是杜瓦利埃王朝唯一一次最可能成功的政變，當時報紙文章有時將政變企圖稱為“帕斯奎特的入侵”或“警長的入侵”（因為一些參與的美國人是前警長的副手）。 

## 背景
1957年9月，弗朗索瓦·杜瓦利埃當選海地總統。他是一名醫生和前衛生部長，最初被許多海地人視為民粹主義改革者；然而，他很快就開始表現出典型的獨裁者行為;反對黨被禁止，獨立報紙被關閉。混血穆拉托人構成了海地上層階級的大部分成員——也是杜瓦利埃反對派的主要來源——經常受到騷擾、逮捕或被迫流放。
流放者中有海地軍隊的三名前軍官：上尉帕斯奎特、中尉菲利普·多米尼克、中尉亨利·佩皮尼昂。帕斯奎特是一名飛行員，他在第二次世界大戰期間接受過塔斯基吉飛行員的訓練並在戰鬥中服役。他出身顯赫的混血兒家庭，曾是海地國家足球隊的明星球員。多米尼克和佩皮尼昂也是混血軍官。多米尼克也是帕斯奎特的姐夫。
流亡佛羅里達州邁阿密後，帕斯奎特領導了一場推翻杜瓦利埃並恢復海地傳統社會秩序的政治運動。與此同時，他、多米尼克和佩皮尼昂開始策劃對杜瓦利埃政府的直接打擊。儘管美國政府對反共的杜瓦利埃不溫不火，但流亡者與五名願意陪同他們前往海地執行任務的美國人成為了朋友。他們是亞瑟·佩恩、丹尼·瓊斯、Levant Kersten、Robert F. Hickey和Joe D. Walker- 對冒險的承諾和可能非常有利可圖的結果很感興趣。一艘由Walker駕駛的遊艇莫莉c號將他們帶到海地。
帕斯奎特的計劃是在海地首都太子港附近登陸，奪取德萨林軍營 （總統府附近的軍營），並從那裡召集他曾服役過的老朋友。他非常了解該地區，並且相信許多官兵會迅速團結起來支持反杜瓦利埃的事業。使用儲存在軍營中的大量武器和彈藥，他們將奪取總統府和其他關鍵設施。這八名全副武裝的入侵者於1958 年 7月25日左右乘坐 Molly C 號離開邁阿密。

## 政變
1958年7月28日下午，叛亂分子的遊艇抵達了蒙特魯伊附近，位於太子港以北約45英里的一個名為 Déluge的地區。他們開始將武器和補給從莫莉C號轉移到一個小海灘小屋。但他們被當地農民觀察到，他們通知了聖馬克軍區的總部。當天晚上，一名海地軍官和三名乘坐吉普車前來調查的士兵遭到叛亂分子的射擊；一名士兵當場死亡，另外三人受傷，後來全部死亡。其中一名美國人，前邁阿密-戴德縣副警長亞瑟·佩恩腿部受傷。帕斯奎特和他的手下開始開車前往太子港。  
在前往首都的途中，叛軍停下來並強佔了一輛路過的塔塔車，這是海地常見的一種裝飾明亮的小巴。晚上10點左右到達狄薩林斯軍營時，帕斯奎特虛張聲勢地走過哨兵，說他正在運送囚犯。然而，沒過多久，車里面的人就引起了駐軍的注意，槍響了。三名海地士兵被槍殺，另有大約50名士兵——其中大部分人一直在睡覺——被置於看守之下，軍官被綁在椅子上。
但帕斯奎特很失望地得知士兵們對反抗杜瓦利埃沒有熱情，而且通常存放在軍營的大部分武器最近都被轉移到了總統府。他沒有立即對總統府發動襲擊，而是進入了指揮官辦公室，開始給軍隊中的朋友打電話——令他越來越驚慌的是，沒有人表示有興趣加入他。
槍聲以及帕斯奎特的電話，提醒杜瓦利埃軍營正在發生麻煩，但最初他不知道起義的範圍，據報導，他的家人準備逃到利比里亞大使館。杜瓦利埃打電話給德薩林軍營的指揮官，卻由帕斯奎特接電話，後者要求他立即投降，激怒了杜瓦利埃。後來一位穆拉托士兵據說是杜瓦利埃的私人司機——立即跑到總統府，在那裡他告訴總統衛隊叛亂者只有八人，其中一人受傷。其他設法逃離軍營的士兵證實了叛軍的規模很小。
當帕斯奎特瘋狂地尋求幫助時，杜瓦利埃總統穿上了軍服、頭盔和手槍帶並開始召集他的支持者；與此同時，幾名陸軍軍官已經開始包圍並封鎖軍營，在設施周圍的關鍵位置放置重機槍。
9月29日黎明時分，海地軍隊開始反擊，據報導，帕斯奎特在指揮官辦公室打電話時被手榴彈炸死。佩皮尼昂在試圖逃離大樓後部時被殺；據稱，受傷的美國人阿瑟·佩恩在被槍殺之前試圖聲稱自己是一名美國記者，而Levant Kersten可能在被發現和殺害之前短暫地成功融入了越來越多的平民。多米尼克和船長Joe Walker被發現在佈滿子彈的軍營裡。八名叛軍全都被殺了。

## 事後
帕斯奎特和他的手下嚴重誤判了海地公眾和軍隊的情緒。雖然杜瓦利埃的獨裁傾向越來越明顯，但在經歷了長期政治動蕩之後，他仍然被視為海地的穩定和團結的強大力量。一些政變策劃者的屍體被拖過太子港的街道，杜瓦利埃穿著制服被拍到，海地媒體稱讚他親自領導了對政變策劃者的反擊。
帕斯奎特是針對杜瓦利埃政府的多次政變企圖中的第一次。這加深了杜瓦利埃對任何異議的恐懼，並激勵他創建了國家安全志願軍組織——臭名昭著的“通頓馬庫特”——這將在未來幾十年恐嚇海地人。
杜瓦利埃時代之後，帕斯奎特在海地被視為既愚蠢又英勇的人物。1973 年，他的兒子，與他同名，與米歇爾·班奈特結婚並育有兩個孩子，米歇爾後來與讓-克洛德·杜瓦利埃結婚。